# Convent de les Germanes Clarisses (Balaguer)
El Convent de les Germanes Clarisses és un edifici del municipi de Balaguer (Noguera) protegit com a bé cultural d'interès local.

## Descripció
Convent de planta rectangular, fet amb pedra, té quatre trams, al primer es pot veure la pedra, mentre que als altres es troba arrebossada. Els llocs per on entra la llum són finestres, totes amb reixes. A les cantonades dels murs hi troben carreus molt ben treballats. Al voltant de les finestres hi ha una cornisa plana que serveix com a decoració, com es pot veure, aquesta decoració és molt senzilla a tots els llocs del convent. La porta d'accés al convent és molt senzilla, i a sobre hi ha una placa amb inscripció.
L'edifici és contingu al Santuari del Sant Crist de Balaguer, on hi ha una finestra amb reixa perquè les monges poguessin assistir als oficis sense abandonar la clausura. Actualment, tambe hi ha una hostatgeria en l'edifici que tenien els bisbes d'Urgell a Balaguer.

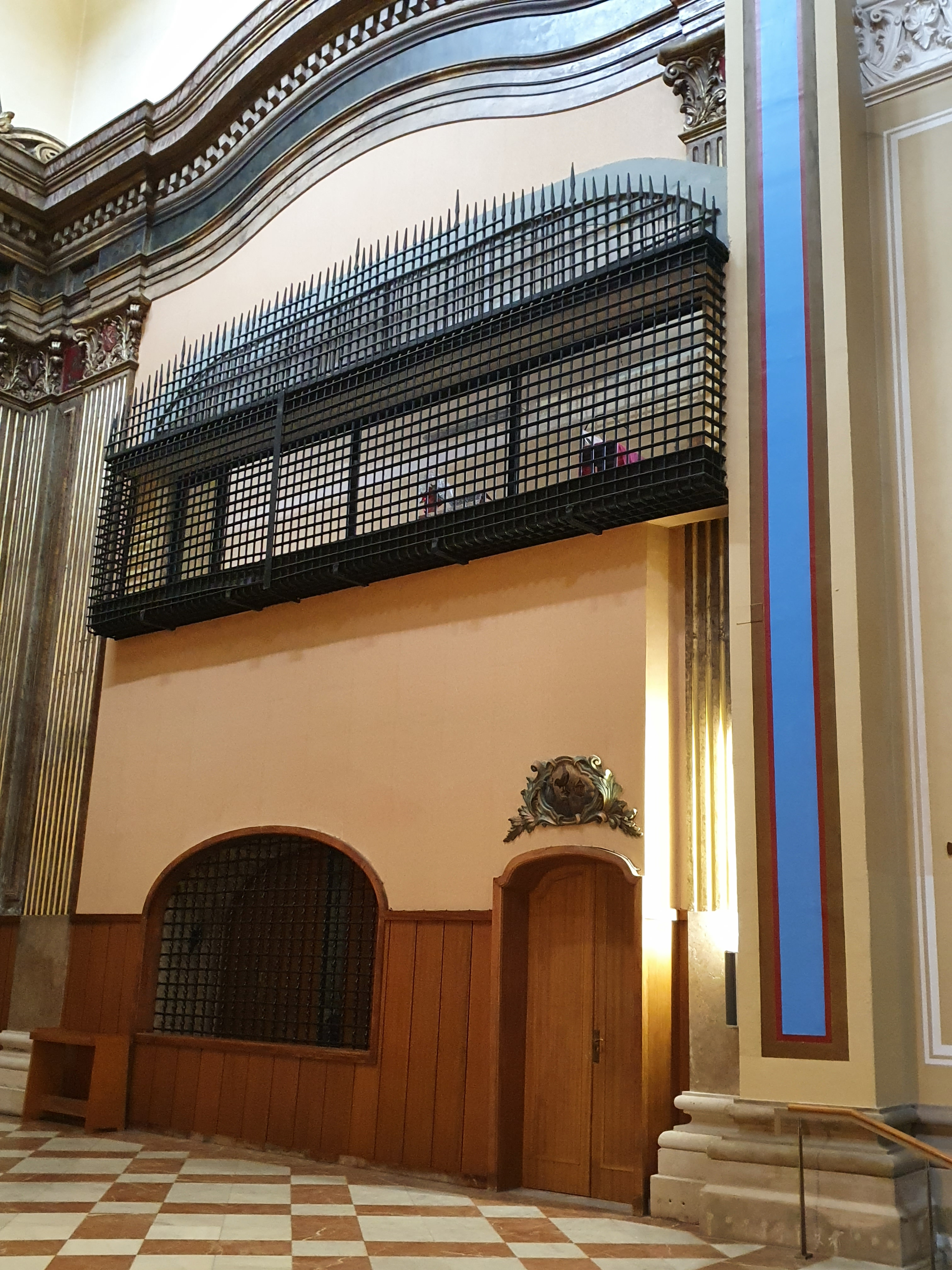
Reixa del santuari del Sant Crist per permetre l'assistència als oficis de les monges clarisses de clausura

## Història
La fundació històrica del Monestir de Santa Clara de Balaguer, és a dir, la fundació primera, garantida amb documents, és de l'any 1351, deguda a les disposicions testamentàries del comte d'Urgell, l'Infant Jaume. La Clerecia i el Consell de la Ciutat de Balaguer acordà de donar a les Monges Clarisses fundadores del nou monestir l'església parroquial de Santa Maria d'Almatà, el veí cementiri i la casa antiga de la confraria, per a convertir-la en convent.
Cap a l'any 1610, el monestir estava quasi enterament derruït i no restava més que una monja, que per disposició del bisbe de la Seu passà a viure a casa d'un parent seu de Balaguer. El 3 de maig de 1617, amb autorització de Roma, d'acord amb el bisbe de la Seu, fra Bernat de Salvà, Framenor Observant, i els Magnífics Paers de Balaguer, hom començà a reconstruir la nova fàbrica del Monestir de Santa Clara.
A la capella del cor baix del santuari del Sant Crist es conserva la imatge de la Mare de Déu d'Almatà, talla de fusta policromada del segle XIV, que la tradició diu que era portada pels comtes d'Urgell a les batalles.